# Sylt Air
Sylt Air é uma companhia aérea sediada em Sylt, na Alemanha. A empresa tem 17 aeronaves e 17 destinos.